# مسجد عمر بن الفارض
مسجد عمر بن الفارض' ، هو أحد المساجد التي انشئت في عصر الدولة الأيوبية في مصر ، يقع المسجد بالقرب من جامع الشيخ شاهين الخلوتى.

## وصفه
الضريح الحالى يرجع إلى عهد السلطان برقوق وهو عبارة عن غرفة مربعة مكونة من أربعة عقود تقوم عليها قبة حجرية غير مرتفعة وذلك لأنها ترتكز على منطقة الانتقال من المربع إلى دائرة مباشرة بدون وجود رقبة. وقد زخرفت أركان العقود بمجموعة من المقرنصات غاية في الجمال والإتقان وفوق هذه المقرنصات شريط من الكتابة من آيات الذكر الكريم ويحيط بالضريح مقصورة من الحديد والخشب. أما المسجد فيرجع تاريخه إلى القرن الثامن عشر، فقد أنشأه أمير اللواء الشريف السلطان على بك قازدغلى أمير الحج، كما بنى لنفسه مقبرة بجوار المسجد ما تزال باقية حتى الآن. ويتكون المسجد من مستطيل ينقسم إلى مربعين منفصلين عن بعضهما تمامًا كما هو الحال في الطراز العثماني، المربع الأول عبارة عن صحن مكشوف وتحيط به الأروقة من جميع الجهات، أما المربع الثاني فهو إيوان القبلة وبداخله الضريح. ويحتوى إيوان القبلة على صفين من الأعمدة الرخام، كل صف مكون من عمودين وتقسم هذه الأعمدة المسجد إلى ثلاثة أروقة وتقوم على الأعمدة عقود مدببة موازية لحائط القبلة.